# Calciatore sudamericano dell'anno 1984
Il premio di calciatore sudamericano dell'anno per il 1984 fu assegnato a Enzo Francescoli, calciatore uruguaiano del River Plate.

## Classifica
| Pos. | Calciatore        | Naz.      | Club               |
| ---- | ----------------- | --------- | ------------------ |
| 1.   | Enzo Francescoli  | Uruguay   | River Plate        |
| 2.   | Ubaldo Fillol     | Argentina | Flamengo           |
| 3.   | Ricardo Bochini   | Argentina | Independiente      |
| 4.   | Rodolfo Rodríguez | Uruguay   | Santos             |
| 5.   | Hugo de León      | Uruguay   | Grêmio             |
| 5.   | Ricardo Gareca    | Argentina | Boca Juniors       |
| 7.   | Jorge Burruchaga  | Argentina | Independiente      |
| 8.   | Alberto Márcico   | Argentina | Ferro Carril Oeste |
| 9.   | Víctor Diogo      | Uruguay   | Palmeiras          |
| 10.  | Éder              | Brasile   | Atlético Mineiro   |
| 10.  | Fernando Morena   | Uruguay   | Peñarol            |